# Camp Rock 2: Competiția Finală
Camp Rock 2: Competiția Finală (Camp Rock 2: The Final Jam) este un Film Original Disney Channel, continuarea filmului Camp Rock (2008). Acesta a fost filmat tot în jurul Ontario, Canada.Producția filmului a început pe 3 septembrie 2009 și s-a terminat pe 16 octombrie 2009.

Premiera filumului este programată în vara anului 2010.
Premiera în Statele Unite va avea loc pe 3 septembrie 2010. În România, premiera a avut loc pe 18 septembrie 2010.

## Cast
- Demi Lovato ca Mitchie Torres
- Joe Jonas ca Shane Gray
- Kevin Jonas ca Jason
- Nick Jonas ca Nate
- Meaghan Martin ca Tess Tyler
- Alyson Stoner ca Caitlyn Gellar
- Anna Maria Perez de Taglé ca Ella Pador
- Jasmine Richards ca Margaret "Peggy" Dupree[6]
- Maria Canals Barrera ca Connie Torres
- Roshon Fegan ca Sander Lawer
- Chloe Bridges ca Dana Turner
- Matthew Finley ca Luke Williams
- Daniel Fathers ca Brown Cesario

## Filmul
Mitchie, Shane, Nate, Jason și mulți alții se întorc la Camp Rock. Însă a apărut Camp Star (finanțatorul este Alex Turner, un fost membru din Write Croos, dat afară de Brown, și a creat tabăra star pentru a se răzbuna pe Brown), care cauzează probleme taberei Rock. După un foc de tabără, la care au fost invitați de către tabăra star, Camp Rock au pierdut mult personal, iar Tess Tyler șochează lumea când renunță la "Camp Rock", pentru tabăra rivală. Însă Mitchie și cei de la Connectiut 3 s-au angajat ca instructori.Între timp, Nate și Dana (fiica finanțatorului taberei Star) se îndrăgostesc.S-a propus o competiție finală între taberele de pe lac (Rock și Star).
Competiția este urmărită la TV, iar Camp Star câștigă. Se credea că se închide Camp Rock, până ce Tess , Dana și multe alte fete pleacă de la Camp Star pentru a fi în Camp Rock, considerând că în Camp Rock e mai multă distracție.

## Promoție
Un trailer al filmului a fost un bonus disponibil pe primul DVD JONAS.
Scene din film au fost difuzate pe Disney Channel în USA pe 31 decembrie 2009, în timpul show-lui New Years Eve Star Showdown.
Aceasta a arătat câteva clipuri din film, interviuri cu unii actori și câteva fotografii din spatele scenei.